# Mustafa Madih
Mustafa Madih, arab. مصطفى مديح (ur. 1 stycznia 1956, w Casablance, zm. 4 listopada 2018, tamże) – marokański trener piłkarski.

## Kariera
Podczas swojej kariery trenował wiele klubów piłkarskich, m.in. Hassania Agadir, Chabab Rif Al Hoceima, Al-Wakrah SC, AS. Far, Olympique Khouribga. Z reprezentacją Maroka U-20 wygrał na Igrzyskach Frankofońskich w 2001. W latach 2006–2008 zdobył dwa mistrzostwa z AS Far i z Olympique Khouribga oraz dwa Puchary Następcy Tronu. Od 2015 szkolił reprezentację Maroka do lat 17.
Zmarł 4 listopada 2018.

## Sukcesy i odznaczenia

### Sukcesy trenerskie
Maroko
- mistrz Igrzysk frankofońskich: 2001

Olympique Khouribga
- zdobywca Pucharu Maroka: 2006
- mistrz Maroka: 2007

FAR Rabat
- zdobywca Pucharu Maroka: 2007
- mistrz Maroka: 2008